# Strongheart

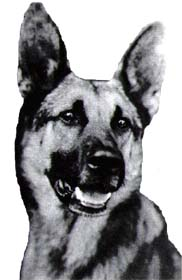
Strongheart, gwiazda kina niemego

Strongheart (ur. 1 października 1917 we Wrocławiu, zm. 24 czerwca 1929 w Los Angeles) – owczarek niemiecki. Gwiazda amerykańskiego kina.

## Życiorys
Etzel von Oeringen (znany pod pseudonimem scenicznym „Strongheart”) przyszedł na świat 1 października 1917 roku we Wrocławiu (wówczas w Cesarstwie Niemieckim). Był szkolony na psa policyjnego w Berlinie. Do Stanów Zjednoczonych sprowadzili go reżyser Laurence Trimble i jego żona scenarzystka Jane Murfin w 1920. Laurence Trimble, który był znany jako treser zwierząt, wcześniej reżyserował filmy z udziałem swojego psa Vitagraph Dog. Imię Etzel von Oeringen wydawało się zbyt długie i skomplikowane, więc w departamencie reklamy studia filmowego zdecydowano o nadaniu mu pseudonimu scenicznego Strongheart.
Jego pierwszy film, The Silent Call z 1921, przyniósł mu wielką popularność, potwierdzając tym samym oczekiwania Trimble'a. Strongheart był pierwszym psem, któremu nadano status gwiazdy filmowej. Podróżował na spotkania, podczas których spotykał się z entuzjastycznym przyjęciem przez publiczność. Wystąpił w wielu filmach, z których wiele odniosło znaczny sukces, jednak w większości nie zachowały się. Utorował drogę do kariery o wiele bardziej znanemu Rin Tin Tinowi. Szacuje się, że w czasie swojej kariery zarobił nie mniej niż 2,5 mln USD.
W sierpniu 1928 został obwiniony o zagryzienie na śmierć Sofie Bedard. Oskarżenie okazało się fałszywe, a jej rodzina była ścigana za składanie fałszywych zeznań. Podczas kręcenia filmu w 1929 r. uległ poparzeniu przez gorące reflektory filmowe. W wyniku tych oparzeń padł 24 czerwca 1929.

## Filmografia
- 1921: The Silent Call[1][3] jako Flash[1]
- 1922: Brawn of the North[1][3]
- 1924: The Love Master[1][3]
- 1925: White Fang[1][3] na motywach powieści Biały Kieł (tyt. oryg. White Fang) amerykańskiego pisarza Jacka Londona[2]
- 1925: North Star[1][3]
- 1927: The Return of Boston Blackie jako Strongheart[1][3]

## Wyróżnienia
8 lutego 1960 został wyróżniony gwiazdą, znajdującą się przy 1724 Vine Street, na Hollywoodzkiej Alei Gwiazd.